# Puerto-ricanische Männer-Handballnationalmannschaft
Die puerto-ricanische Männer-Handballnationalmannschaft repräsentiert den Handballverband Puerto Ricos als Auswahlmannschaft auf internationaler Ebene bei Länderspielen im Handball gegen Mannschaften anderer nationaler Verbände.

## Geschichte
Die Federación de Balonmano de Puerto Rico ist seit 1984 Mitglied in der Internationalen Handballföderation (IHF) und seit 2019 in der Handballkonföderation Nordamerikas und der Karibik (NACHC). Bereits 1983 nahm die Mannschaft erstmals an der Panamerikameisterschaft teil, bei der sie bei sieben Teilnahmen nicht über den sechsten Rang hinaus kam. Im Jahr 2014 gewann sie das Handballturnier bei den Zentralamerika- und Karibikspielen, 2017 folgte der Gewinn des Karibischen Handballpokals.

## Internationale Großereignisse

### Olympische Spiele
Bisher konnte sich die Mannschaft nicht für die Olympischen Spiele qualifizieren.

### Weltmeisterschaften
Bisher konnte sich die Mannschaft nicht für eine Handball-Weltmeisterschaft der Männer qualifizieren.

### Panamerikameisterschaften
An der Handball-Panamerikameisterschaft der Männer nahm Puerto Rico siebenmal teil. Sie diente als Qualifikation zur Weltmeisterschaft. Die Panamerikameisterschaften wurden 2020 abgelöst von den Nordamerikanischen und karibischen Handballmeisterschaften und den Süd- und zentralamerikanischen Handballmeisterschaften.
- Panamerikameisterschaft 1980: nicht teilgenommen
- Panamerikameisterschaft 1981: nicht teilgenommen
- Panamerikameisterschaft 1983: 6. Platz (von 6 Mannschaften)
- Panamerikameisterschaft 1985: nicht teilgenommen
- Panamerikameisterschaft 1989: 6. Platz (von 6 Mannschaften)
- Panamerikameisterschaft 1994: nicht teilgenommen
- Panamerikameisterschaft 1996: 7. Platz (von 8 Mannschaften)
- Panamerikameisterschaft 1998: nicht teilgenommen
- Panamerikameisterschaft 2000: nicht teilgenommen
- Panamerikameisterschaft 2002: nicht teilgenommen
- Panamerikameisterschaft 2004: 6. Platz (von 8 Mannschaften)
- Panamerikameisterschaft 2006: 8. Platz (von 8 Mannschaften)
- Panamerikameisterschaft 2008: nicht teilgenommen
- Panamerikameisterschaft 2010: nicht teilgenommen
- Panamerikameisterschaft 2012: nicht teilgenommen
- Panamerikameisterschaft 2014: nicht teilgenommen
- Panamerikameisterschaft 2016: 6. Platz (von 12 Mannschaften)
- Panamerikameisterschaft 2018: 7. Platz (von 11 Mannschaften)

### Nordamerikanische und karibische Handballmeisterschaften
Seit der Austragung 2020 ist jeweils die Siegermannschaft der Nordamerikanischen und karibischen Handballmeisterschaft der Männer für die Weltmeisterschaft im Folgejahr qualifiziert.
- Nordamerikanische und karibische Handballmeisterschaft der Männer 2014: 5. Platz (von 5 Mannschaften)
- Nordamerikanische und karibische Handballmeisterschaft der Männer 2016: nicht ausgetragen
- Nordamerikanische und karibische Handballmeisterschaft der Männer 2018: 3. Platz (von 6 Mannschaften)
- Nordamerikanische und karibische Handballmeisterschaft der Männer 2020: ausgefallen
- Nordamerikanische und karibische Handballmeisterschaft der Männer 2022: nicht teilgenommen

### Panamerikanische Spiele
- Panamerikanische Spiele 1987: nicht teilgenommen
- Panamerikanische Spiele 1991: nicht teilgenommen
- Panamerikanische Spiele 1995: 6. Platz (von 6 Mannschaften)
- Panamerikanische Spiele 1999: 7. Platz (von 7 Mannschaften)
- Panamerikanische Spiele 2003: 6. Platz (von 8 Mannschaften)
- Panamerikanische Spiele 2007: nicht teilgenommen
- Panamerikanische Spiele 2011: nicht teilgenommen
- Panamerikanische Spiele 2015: 5. Platz (von 8 Mannschaften)
- Panamerikanische Spiele 2019: 7. Platz (von 8 Mannschaften)
- Panamerikanische Spiele 2023: nicht teilgenommen

### Karibischer Handballpokal
Der Karibische Handballpokal bzw. die Karibische Handballmeisterschaft dient als Qualifikation für die Zentralamerika- und Karibikspiele.
- Karibische Handballpokal der Männer 2013: 3. Platz (von 5 Mannschaften)
- Karibische Handballpokal der Männer 2017: 1. Platz (von 6 Mannschaften)
- Karibische Handballpokal der Männer 2022: 4. Platz (von 4 Mannschaften)

### Zentralamerika- und Karibikspiele
Die Auswahl nahm seit 1993 an allen Handballturnieren der Zentralamerika- und Karibikspiele teil. Im Jahr 2014 gewann sie den Wettbewerb.
- Zentralamerika- und Karibikspiele 1993: 3. Platz (von 5 Mannschaften)
- Zentralamerika- und Karibikspiele 2002: 2. Platz (von 4 Mannschaften)
- Zentralamerika- und Karibikspiele 2006: 4. Platz (von 7 Mannschaften)
- Zentralamerika- und Karibikspiele 2010: 4. Platz (von 7 Mannschaften)
- Zentralamerika- und Karibikspiele 2014: 1. Platz (von 8 Mannschaften)
- Zentralamerika- und Karibikspiele 2018: 2. Platz (von 8 Mannschaften)
- Zentralamerika- und Karibikspiele 2023: 4. Platz (von 8 Mannschaften)

### IHF North American and Caribbean Emerging Nations Championship
Bei der vom Weltverband ausgerichteten IHF North American and Caribbean Emerging Nations Championship nahm Puerto Rico 2019 teil und belegte den vierten Platz.
- IHF North American and Caribbean Emerging Nations Championship 2019: 4. Platz (von 12 Mannschaften)